# Лотерея наречених
Лотерея наречених (англ. The Lottery Bride) — американська мелодрама режисера Пола Л. Стейна 1930 року.

## Сюжет
Дженні зі своїм хлопцем Крісом вийшли прогулятися зі студентської вечірки в сад, де їх і знаходить брат Дженні. Він виглядає стурбованим, але запевняє сестру, що все в порядку, просто створилася напружена ситуація в банку, де він працює. Він не говорить сестрі, що викрав гроші для оплати своїх боргів італійському авіатору Альберто.
Кріс запевняє дівчину, що занепокоєння про брата цілком природно, оскільки у нього теж є старший брат, який працює на півночі в таборі гірничодобувників, про який він сам часто турбується. Щоб покрити недостачу, брат вмовляє сестру взяти участь у танцювальному марафоні, сподіваючись виграти приз.

## У ролях
- Джанетт МакДональд — Дженні
- Джон Гаррік — Кріс
- Джо Е. Браун — Хок
- Зазу Піттс — Хільда
- Роберт Чішолм — Олаф
- Джозеф Макколей — Альберто
- Гаррі Гріббон — Боріс
- Керролл Най — Нельс